# 汪玄錫
汪玄錫（1477年—1544年），字天啟，號東峰，直隸徽州府休寧縣民籍，婺源縣人，明朝政治人物，嘉靖年間官至戶部左侍郎。

## 生平
弘治十四年（1501年）辛酉科應天鄉試第五名舉人，正德六年（1511年）中式辛未科會試第五十七名，二甲第二十二名進士。授兵科給事中，十年（1515年）升吏科右給事中，十一年（1516年）升戶科左給事中，同年升兵科都給事中，反對陝西鎮守中官廖鸞的族子廖鎧冒功為錦衣衛千戶，繼而與禮科都給事中邢寰疏諫反對明武宗北巡昌平、宣府、大同。
明世宗即位，汪玄錫反對明世宗寬宥張銑、許泰死罪。十六年（1521年）十一月升南京太僕寺少卿，嘉靖三年（1524年）五月改北京太僕寺少卿，五年（1526年）五月改太常寺少卿、提督四夷館，同年升太僕寺卿，六年（1527年）九月因李福達案連坐罷職，閒居多年。

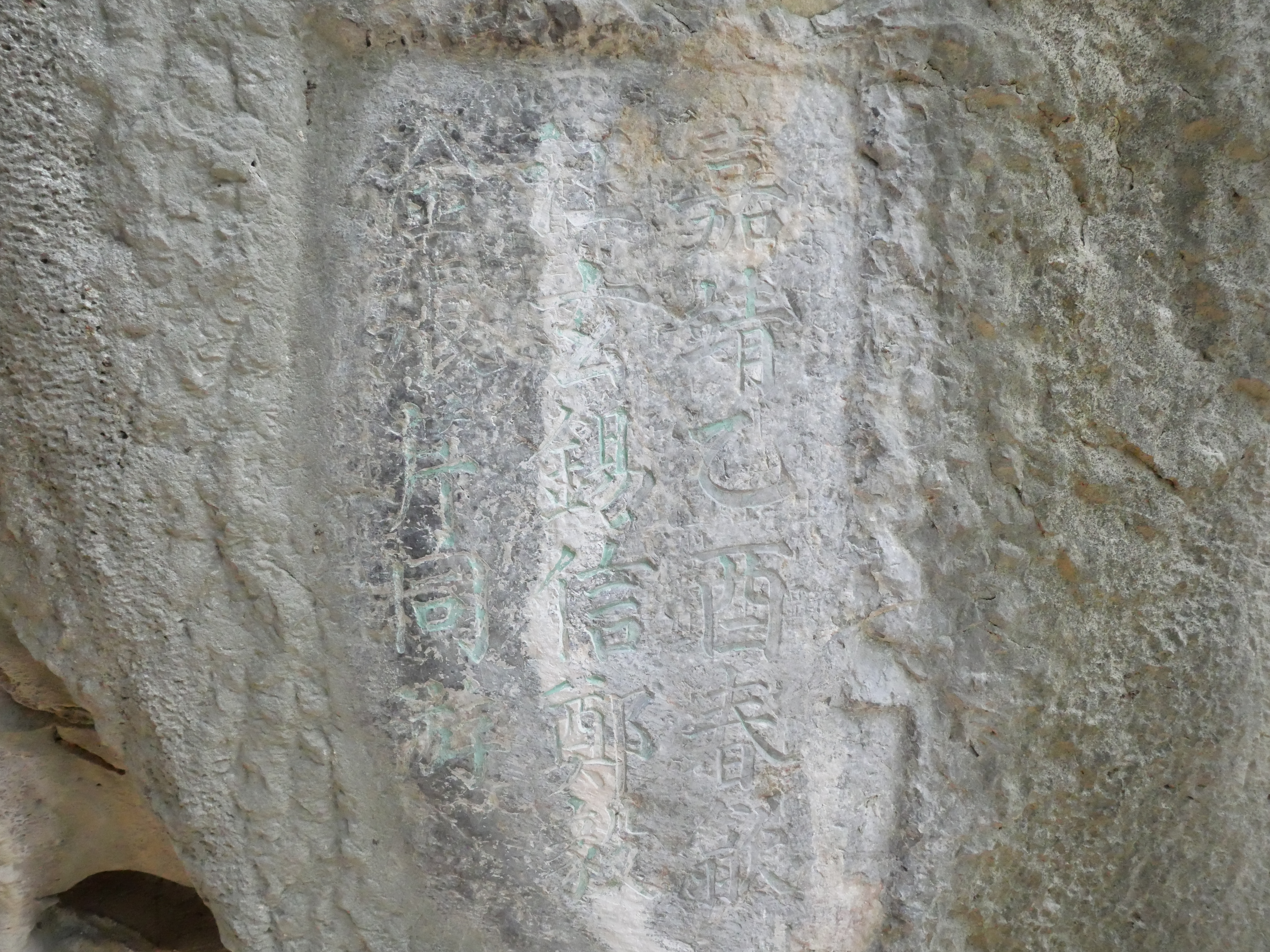
汪玄錫於嘉靖四年在杭州南高峰佛手岩留下的題名

嘉靖十八年（1539年）十一月起復原職，二十年（1541年）三月升都察院右副都御史、巡撫江西，二十二年（1543年）正月升戶部右侍郎，二十三年（1544年）十月升戶部左侍郎，同年十一月卒，贈戶部尚書。

## 家族
曾祖汪植；祖父汪煓；父汪璽，知縣。母胡氏。永感下。

## 延伸阅读
[在维基数据编辑]
 《明史卷二百〇三》，出自《明史》